# Serraria Souza Pinto
A Serraria Souza Pinto  faz parte do conjunto arquitetônico da praça Rui Barbosa, de Belo Horizonte. Foi erguida em 1912, sendo uma das primeiras construções da capital a utilizar estruturas de ferro. Tombada em 1981 pelo Instituto Estadual do Patrimônio Histórico e Artístico de Minas Gerais e restaurada em 1997 para a realização de eventos.
Em dezembro de 1998, a Serraria foi incorporada ao patrimônio administrado pela Fundação Clóvis Salgado, tornando-se um espaço para espetáculos, feiras, congressos, eventos sociais, comerciais e técnico-científicos.